# Asparagus angulofractus
Asparagus angulofractus — вид рослин із родини холодкових (Asparagaceae).

## Біоморфологічна характеристика
Це дводомна трав'яниста рослина. Стебла прямовисні, 30–80 см, гладкі; гілки зазвичай злегка вигнуті, іноді нечітко смугасті. Листова шпора коротка, не колюча. Кладодії в пучках по 1–5, злегка сплюснуті, іноді неправильно бороздчасті, 10–25 × 1–1.5 мм. Суцвіття розвиваються після кладодій. Квіти обох статей парні. Чоловічі квітки: квітконіжка 4–5 мм; оцвітина жовтувато-зелена, дзвінчаста 4–5 мм. Жіночі квітки: квітконіжка 5–7 мм; оцвітина 3–4 мм. Період цвітіння: травень і червень.

## Середовище проживання
Поширений у Казахстані, Киргизстані, Сіньцзяні.
Населяє піщані ґрунти; від 1300 до 2000 метрів.